# Саноґощ
Саноґощ (пол. Sanogoszcz) — село в Польщі, у гміні Цельондз Равського повіту Лодзинського воєводства.
Населення — 150 осіб (2011).
У 1975-1998 роках село належало до Скерневицького воєводства.

## Демографія
Демографічна структура станом на 31 березня 2011 року:
|          | Загалом | Допрацездатний вік | Працездатний вік | Постпрацездатний вік |
| -------- | ------- | ------------------ | ---------------- | -------------------- |
| Чоловіки | 81      | 21                 | 48               | 12                   |
| Жінки    | 69      | 18                 | 30               | 21                   |
| Разом    | 150     | 39                 | 78               | 33                   |